# F2RL3
Proteazom-aktivirani receptor 4 (PAR4), ili Receptoru koagulacionog faktora II (trombina) sličan 3, je protein kodiran  genom kod ljudi.
 je član velike familije G-protein spregnutih receptora koji interaguju sa guanozin-nukleotid-vezujućim proteinima. PAR4 je takođe član familije proteazom aktiviranih receptora. On je aktiviran trombinom i tripsinom. Do aktivacije dolazi proteolitičkim odsecanjem njegovog ekstracelularnog amino terminusa. Novo-formirani amino terminus dejstvuje kao vezani ligand i aktivira receptor.

## Literatura
1. 1 2  „Entrez Gene: F2RL3 coagulation factor II (thrombin) receptor-like 3”.

## Dodatna literatura
- Leger AJ, Covic L, Kuliopulos A (2006). „Protease-activated receptors in cardiovascular diseases.”. Circulation. 114 (10): 1070—7. PMID 16952995. doi:10.1161/CIRCULATIONAHA.105.574830.
- Xu WF; Andersen H; Whitmore TE;  . (1998). „Cloning and characterization of human protease-activated receptor 4.”. Proc. Natl. Acad. Sci. U.S.A. 95 (12): 6642—6. PMC 22580 . PMID 9618465. doi:10.1073/pnas.95.12.6642.
- Kahn ML; Zheng YW; Huang W;  . (1998). „A dual thrombin receptor system for platelet activation.”. Nature. 394 (6694): 690—4. PMID 9716134. doi:10.1038/29325.
- Kahn ML, Hammes SR, Botka C, Coughlin SR (1998). „Gene and locus structure and chromosomal localization of the protease-activated receptor gene family.”. J. Biol. Chem. 273 (36): 23290—6. PMID 9722561. doi:10.1074/jbc.273.36.23290.
- Kahn ML; Nakanishi-Matsui M; Shapiro MJ;  . (1999). „Protease-activated receptors 1 and 4 mediate activation of human platelets by thrombin.”. J. Clin. Invest. 103 (6): 879—87. PMC 408153 . PMID 10079109. doi:10.1172/JCI6042.
- Andersen H; Greenberg DL; Fujikawa K;  . (1999). „Protease-activated receptor 1 is the primary mediator of thrombin-stimulated platelet procoagulant activity.”. Proc. Natl. Acad. Sci. U.S.A. 96 (20): 11189—93. PMC 18009 . PMID 10500152. doi:10.1073/pnas.96.20.11189.
- Sambrano GR; Huang W; Faruqi T;  . (2000). „Cathepsin G activates protease-activated receptor-4 in human platelets.”. J. Biol. Chem. 275 (10): 6819—23. PMID 10702240. doi:10.1074/jbc.275.10.6819.
- Nakanishi-Matsui M; Zheng YW; Sulciner DJ;  . (2000). „PAR3 is a cofactor for PAR4 activation by thrombin.”. Nature. 404 (6778): 609—13. PMID 10766244. doi:10.1038/35007085.
- Miike S, McWilliam AS, Kita H (2002). „Trypsin induces activation and inflammatory mediator release from human eosinophils through protease-activated receptor-2.”. J. Immunol. 167 (11): 6615—22. PMID 11714832.
- Asokananthan N; Graham PT; Fink J;  . (2002). „Activation of protease-activated receptor (PAR)-1, PAR-2, and PAR-4 stimulates IL-6, IL-8, and prostaglandin E2 release from human respiratory epithelial cells.”. J. Immunol. 168 (7): 3577—85. PMID 11907122.
- Henriksen RA, Hanks VK (2002). „PAR-4 agonist AYPGKF stimulates thromboxane production by human platelets.”. Arterioscler. Thromb. Vasc. Biol. 22 (5): 861—6. PMID 12006403. doi:10.1161/01.ATV.0000014742.56572.25.
- Covic L, Singh C, Smith H, Kuliopulos A (2003). „Role of the PAR4 thrombin receptor in stabilizing platelet-platelet aggregates as revealed by a patient with Hermansky-Pudlak syndrome.”. Thromb. Haemost. 87 (4): 722—7. PMID 12008957.
- Strausberg RL; Feingold EA; Grouse LH;  . (2003). „Generation and initial analysis of more than 15,000 full-length human and mouse cDNA sequences.”. Proc. Natl. Acad. Sci. U.S.A. 99 (26): 16899—903. PMC 139241 . PMID 12477932. doi:10.1073/pnas.242603899.
- Owen WG (2003). „PAR-3 is a low-affinity substrate, high affinity effector of thrombin.”. Biochem. Biophys. Res. Commun. 305 (1): 166—8. PMID 12732212. doi:10.1016/S0006-291X(03)00732-0.
- Adam F; Verbeuren TJ; Fauchère JL;  . (2003). „Thrombin-induced platelet PAR4 activation: role of glycoprotein Ib and ADP.”. J. Thromb. Haemost. 1 (4): 798—804. PMID 12871418. doi:10.1046/j.1538-7836.2003.00138.x.
- Wu CC; Hwang TL; Liao CH;  . (2004). „The role of PAR4 in thrombin-induced thromboxane production in human platelets.”. Thromb. Haemost. 90 (2): 299—308. PMID 12888878. doi:10.1267/THRO03020299.
- Kawai T, Akira S, Reed JC (2003). „ZIP kinase triggers apoptosis from nuclear PML oncogenic domains.”. Mol. Cell. Biol. 23 (17): 6174—86. PMC 180930 . PMID 12917339. doi:10.1128/MCB.23.17.6174-6186.2003.
- Jacques SL, Kuliopulos A (2004). „Protease-activated receptor-4 uses dual prolines and an anionic retention motif for thrombin recognition and cleavage.”. Biochem. J. 376 (Pt 3): 733—40. PMC 1223816 . PMID 13678420. doi:10.1042/BJ20030954.
- Han Y, Nurden A, Combrié R, Pasquet JM (2004). „Redistribution of glycoprotein Ib within platelets in response to protease-activated receptors 1 and 4: roles of cytoskeleton and calcium.”. J. Thromb. Haemost. 1 (10): 2206—15. PMID 14521606. doi:10.1046/j.1538-7836.2003.00436.x.
- „Protease-Activated Receptors: PAR4”. IUPHAR Database of Receptors and Ion Channels. International Union of Basic and Clinical Pharmacology. Архивирано из оригинала 02. 04. 2012. г.